# La República (Perú)

La República es un diario peruano de circulación nacional que se edita en Lima y tiene ediciones departamentales en Chiclayo, Iquitos y Arequipa. Pertenece al Grupo La República Publicaciones, que es dueño del diario El Popular y el diario deportivo Líbero. Además, forma parte de Periódicos Asociados Latinoamericanos (PAL) y del Consejo de la Prensa Peruana.
El diario generalmente es asociado con el sector político de centroizquierda. Además, se autoconsidera un diario antifujimorista. Sin embargo, el profesor asociado Joseph Pozsgai-Alvarez, de la Universidad de Osaka, consideró que La República es, en conjunto, «un medio políticamente neutro» en sus coberturas.

## Historia

### Inicios y primeros años
El diario publicó su primera versión el 16 de noviembre de 1981, en formato berlinés y en blanco y negro. Gustavo Mohme Llona, el director fundador, inicialmente pensó publicar una revista progresista, de tendencia de izquierda, pero poco tiempo después en reunión con amigos cambió de idea. Meses antes de ese día, le mostraron el diseño de un diario y los argumentos fueron convincentes.
En su primera edición, la portada mostraba una impactante denuncia sobre el tráfico de niños. La identidad inicial del diario se alineaba con la lucha contra la corrupción del Estado y la oposición política. Poco tiempo después, debido al índice de ventas, empezó a incluir notas de noticias policiales, sobre todo aquellas que enfatizaban la delincuencia.
La República pasó de vender 11 mil ejemplares diarios a más de 200 mil tan solo tres meses después de su lanzamiento. Según el periodista Guillermo Thorndike, quien sucedió a Mohme en la dirección, el aumento se debió principalmente a la creación de segmentos culturales, lo que, en su opinión, definió su rasgo distintivo.
En 1982 hubo un crecimiento editorial en el que destacaron los suplementos de fin de semana: VSD, Domingo, y Estilo. Además, los sábados se incluyó un suplemento de divulgación científica sobre ciencia de la salud, innovación en los campos de la informática y la ingeniería. Al mismo tiempo, se incrementó el número de páginas dedicadas a las notas sobre la violencia política del conflicto armado interno, desplazando a la violencia común. Se realizaban análisis políticos, entrevistas e informes con cobertura extendida.
La República también tenía una plantilla de periodistas y editores que provenían de antiguos periódicos, entre ellos, Guillermo Thorndike como director, junto a editores como Alejandro Sakuda, Luis Montero, Antonio Gálvez Ronceros, Ernesto Chávez, Mirko Lauer. Mario Campos fue el primer editor del suplemento VSD; mientras que Víctor Caycho encabezó el primer equipo de periodistas especializados a cargo del suplemento Domingo.

### El conflicto armado interno
El 26 de enero de 1983, Jorge Sedano y siete periodistas más fueron asesinados en la Masacre de Uchuraccay.
El periódico envió corresponsales para cubrir los estragos del fenómeno de El Niño tanto en la costa norte del país como al nivel nacional.
En agosto de 1984, fue detenido el corresponsal Jaime Ayala Sulca en la ciudad de Huanta por soldados del Ejército y fue desaparecido. El periódico denunció directamente a las Fuerzas Armadas como responsables de su desaparición. Poco tiempo después, La República lanzó el periódico El Popular dirigido al público de escasos recursos, cuyo contenido prioriza casos policiales, espectáculos y entretenimiento.

### Creación de la Unidad de Investigación
En 1990 se crea la Unidad de Investigación con un equipo de periodistas especializados a cargo de Ángel Páez. La unidad fue responsable de una serie de destapes periodísticos.
Páez y su equipo cubrieron temas varios como violencia subversiva, la violación de derechos humanos, el narcotráfico y la corrupción durante el gobierno de Fujimori. Algunos de los casos en los que la unidad contribuyó fue en la liberación de 11 campesinos de San Ignacio acusados por terrorismo, las denuncias de corrupción en la compra de los aviones de guerra MIG 29, las labores clandestinas del grupo Colina, el desvío de dinero del Estado a la campaña de reelección de Fujimori, entre otros. Obtuvo el premio Periodismo y Derechos Humanos de la Coordinadora Nacional de Derechos Humanos en 1993.

### El autogolpe de 1992
Un día después del autogolpe del 5 de abril de 1992, el diario imprimió una edición dedicada a estos eventos. El día del golpe, un contingente militar había irrumpió en la redacción del diario con el fin de censurar contenidos contrarios al régimen de facto. Debido a la censura, la edición en su totalidad estaba compuesta por páginas completamente en blanco.
Además de la investigación de ataques terroristas, el diario también publicó detalles sobre crímenes realizados por el Estado. Entre los temas que cubrió el periódico, se encuentra el referéndum contra la legislación antiterrorista impulsada por el régimen, contra la privatización de Petroperú, el destino final del dinero de la privatización, entre otras. 

### Años 90 en adelante
Durante la década de 1990, el diario inauguró redacciones en varias ciudades al nivel nacional. El 23 de mayo de 1994, un equipo de profesionales liderado por Juan Carlos Huertas, gerente de Sistemas del diario de aquel entonces, realizó una interconexión vía satélite de la redacción de Lima con una recién inaugurada redacción e impresora en Chiclayo, conectada a su vez con redacciones de Trujillo y Piura. Ese día se imprimieron tres ediciones del diario, con información local y regional específica para cada edición, que fueron complementadas con información recibida desde la capital. Se aperturó una redacción en Arequipa (conectada con redacciones en Cuzco y Tacna) operativa desde marzo de 1995; y otra más adelante en Iquitos, la cual se inauguró el 27 de noviembre de 1998. 
En septiembre de 1995, el periódico lanzó su propio portal en Internet. Según Roberto Ochoa, primer editor de La República Digital, contaba con el apoyo de la Red Científica Peruana. Con la popularización de las redes sociales, el diario diversificó sus contenidos en línea.
La República, junto con El Comercio, son propietarios de una empresa conjunta de radiodifusión, Plural TV, la cual es dueña de la cadena de señal abierta América Televisión y de la emisora de noticias de pago Canal N. El Comercio es el accionista principal con el 70% de las acciones en la empresa, mientras La República posee el 30% restante.
En 2015 el diario realizó una investigación sobre el caso Sodalicio.
En octubre de 2019, el sitio web de La República superó la barrera de los 50 millones de usuarios únicos. Cuenta con su propio portal afiliado a la Red Internacional de Verificación de Hechos, LR verifica.
En 2020, varias periodistas denunciaron casos de acoso ocurridos contra dos comunicadoras de La República.
Según cifras reveladas en 2023 por el portal ComScore, especializado en medición de audiencias, marcas y comportamiento de los consumidores, La República es el sitio web de noticias más leído del Perú.
En el mismo año, la empresa decidió de cerrar parte de sus filiales y despedir a varios trabajadores de otras regiones para mitigar sus pérdidas financieras.
En 2024, los trabajadores del diario denunciaron que no recibieron gratificación completa. Además, algunos de ellos señalaron que el periódico no realizaba el depósito de sus aportes económicos a sus fondos de pensiones.

## Directores
- Guillermo Thorndike (1981-1985).
- Alejandro Sakuda (1985-1987).

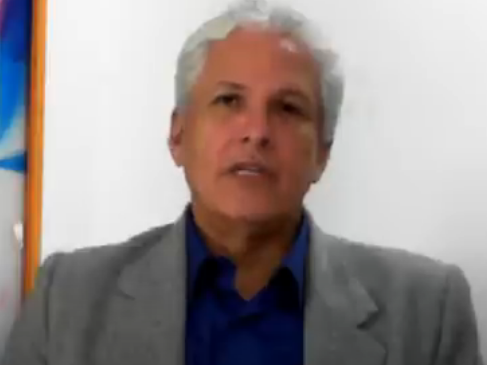
El empresario Gustavo Mohme Seminario en 2011.

- Carlos Maravi Gutarra (1987-1996).
- Gustavo Mohme Llona (1996-2000).
- Gustavo Mohme Seminario (2000-presente).[38]

## Columnistas
Entre los columnistas que se publican tanto en la edición impresa como en digital destacan:
- Mirko Lauer[39]
- Kurt Burneo
- Jaime Chincha[40]
- Juliana Oxenford[41]
- René Gastelumendi[42]
- Rosa María Palacios[43]
- Diego García-Sayán[44]
- Augusto Álvarez Rodrich[45]

## LR+
En 2019 se estrena la plataforma de vídeos RTV, posteriormente llamado LR+, el canal de televisión oficial del diario La República. A pesar de su nombre, no vendría a ser un canal de streaming en sí, sino un portal web de videos con contenido web específicamente desarrollado para su visualización en línea. 
Desde 2020 y a consecuencia de la pandemia de COVID-19, varios de sus periodistas emiten sus programas informativos a través de YouTube, Facebook e Instagram de forma simultánea. Los programas antes mencionados son los siguientes:
- Sin Guion: Conducido por Rosa María Palacios.
- Claro y Directo: Conducido por Augusto Álvarez Rodrich.
- Cuatro D: Conducido por Mirko Lauer, Augusto Álvarez Rodrich y Maite Vizcarra.
- Grado 5: Conducido por David Gómez Fernandini, Anuska Buenaluque y Clara Elvira Ospina.
- LR+ Noticias: Conducido por Raúl Egúsquiza y Rumi Cevallos.
- LR+ Economía: Conducido por Rumi Cevallos.
- En Coyuntura: Conducido por César Azabache.
- Entrevoces: Conducido por Enrique Patriau.
- Lado B: Conducido por Marli Pissani.
- República Sostenible: Conducido por Vanessa Mohme.